# 萊萬鎮區 (伊利諾伊州傑克遜縣)
萊萬鎮區（英語：Levan Township）是位於美國伊利諾伊州傑克遜縣的一個行政鎮區。

## 地方資料
根據2010年美國人口普查的數據，萊萬鎮區的面積為95.20平方千米，當中陸地面積為86.40平方千米，而水域面積為8.80平方千米。當地共有人口824人，而人口密度為每平方千米8.66人。